# Gedenkdienst
Il Gedenkdienst (Servizio civile Austriaco per la Memoria della Deportazione e della Shoah) è un'alternativa al servizio militare in Austria. I membri attivi del Gedenkdienst prestano il loro servizio presso le maggiori istituzioni che si occupano della Shoah.

## Istituzione e caratteristiche
Il Gedenkdienst è stato fondato dal Dott. Andreas Maislinger, un politologo di Innsbruck (Tirolo, Austria) che ha preso l'idea base dalla tedesca "Aktion Söhnezeichen" (azione segno d'espiazione). Maislinger stesso ha lavorato come volontario con la prospettiva di questa iniziativa presso il museo di Auschwitz-Birkenau.
Nel 1991 la legge necessaria è stata emanata dal governo austriaco e Andreas Maislinger iniziò a organizzare ciò che divenne nota come Gedenkdienst, una fondazione indipendente, ma in gran parte fondata dal governo. L'intenzione del Gedenkdienst era di promuovere una presa di coscienza da parte dell'Austria della responsabilità collettiva per la Shoah, e della responsabilità di ognuno di ricordare e lottare per un mai più (citato dal discorso dell'ex cancelliere austriaco Franz Vranitzky, Gerusalemme, giugno 1993).
Dal 1992 circa 100 persone hanno scelto il Gedenkdienst, la gran parte tra i 20 e 30 anni, lavorando, studiando e preservando la storia della Shoah invece di svolgere il servizio militare.
L'Österreichischer Auslandsdienst (Servizio austriaco all'estero) è la parte principale dell'organizzazione ed è autorizzata dal governo austriaco a mandare membri attivi del Gedenkdienst presso istituzioni partner in tutto il mondo.

## Sedi d'impiego del Servizio austriaco all'estero
Al 2004, vi erano 69 impieghi in 32 località diverse del mondo, in 22 stati di quattro continenti
 Argentina
- Buenos Aires - Centro de Atencion Integral a la Ninez y Adolescencia

 Belgio
- Bruxelles - European Disability Forum

 Bosnia ed Erzegovina
- Sarajevo - Phoenix Initiative

 Brasile
- Alagoinhas - Associacao Lar Sao Benedito
- Lauro de Freitas - Centro Comunitario Cristo Libertador
- Petrópolis - Casa Stefan Zweig (pianificato)
- Rio de Janeiro - Center for Justice and International Law (CEJIL)

 Bulgaria
- Sofia - Schalom – organizzazione dei giudei nella Bulgaria

 Cina
- Harbin (pianificato)
- Nanchino (pianificato)
- Qiqihar - China SOS Children's Village Association Pechino, Qiqihar città, Helongjiang provincia e Yantai città, Shandong provincia
- Shanghai - Center of Jewish Studies

 Costa Rica
- La Gamba - Tropenstation La Gamba
- Puntarenas - Finca Sonador - Asociaicón de Cooperativas Europeas Longo Mai
- Puntarenas - Union de Amigos para la Protección del Ambiente (UNAPROA)
- San Isidro de El General - Asociación Vida Nueva

 Germania
- Berlino - Jüdisches Museum Berlin
- Halle an der Saale - Gedenkstätte Roter Ochse (pianificato)
- Marburgo - Terra Tech
- Moringen - KZ-Gedenkstätte im Torhaus Moringen

 Inghilterra
- Londra - Royal London Society for the Blind
- Londra - The National Yad Vashem Charitable Trust Archiviato il 12 giugno 2011 in Internet Archive.
- Londra - Institute of Contempory History and Wiener Library

 Francia
- Oradour-sur-Glane - Centre de la Mémoire d´Oradour
- Parigi - La Fondation pour la Mémoire de la Déportation

 Gabon
- Lambaréné - Albert Schweitzer Hospital

 Guatemala
- Quetzaltenango - Instituto de Formacion e Investigacion Municipal,
- Santa Rosita - Casa Hogar Estudiantil ASOL Archiviato il 24 aprile 2019 in Internet Archive.

 India
- Auroville - Auroville Action Group (AVAG)
- Dharamsala - Nishtha - Rural Health, Education and Environment Centre
- Dharamsala - Tibetan Children´s Village
- Dharamsala - Tibetan Welfare Office
- Kerala - Mata Amritanandamayi Mission

 Israele
- Gerusalemme - AIC - Alternative Information Center Archiviato il 15 agosto 2000 in Internet Archive.
- Gerusalemme - LAW - The Palestinian Society for the Protection of Human Rights and the Environment
- Gerusalemme - St. Vinzenz-Ein Karem
- Gerusalemme - Yad Vashem

 Italia
- Milano - Centro di Documentazione Ebraica Contemporanea
- Prato - Museo della Deportazione
- Roma - Fondazione Museo della Shoah

La Fondazione Museo della Shoah Onlus nasce nel 2008. La mission del progetto è quella di iniziare la costruzione del Museo Nazionale della Shoah a Roma: il Museo della Shoah sarà un luogo dove gli allestimenti e la raccolta di documentazione, curati dai maggiori storici contemporanei, permetteranno a visitatori, docenti e studenti di conoscere in profondità cosa è stata la Shoah. I Gedenkdiener austriaci possono aiutare a organizzare mostre, promuovere attività didattiche, compresa la realizzazione di materiali didattici, e partecipare a eventi e convegni sui predetti temi.
 Giappone
- Hiroshima - Hiroshima Peace Culture Foundation

 Canada
- Montréal - Holocaust Memorial Centre
- Montréal - Kleinmann Family Foundation

 Kenya
- Nairobi - Kenya Water for Health Organisation

 Nicaragua
- Granada - Fundación Casa de los tres mundos

 Paesi Bassi
- Amsterdam - UNITED for Intercultural Action

 Norvegia
- Oslo - Jodisk Aldersbolig

 Pakistan
- Lahore - SOS children villages Pakistan

 Perù
- Huancayo - Teilorganisation des peruanischen Gesundheitsministeriums
- Lima - Centro de Información y Educación para la Prevención del Abuso de Drogas (CEDRO)

 Polonia
- Cracovia - Polska Akcja Humanitarna
- Cracovia - Zentrum für Jüdische Kultur
- Oświęcim - Auschwitz Jewish Center

 Romania
- Iași - Nădejdea Copiilor din România
- Timișoara (pianificato)

Russia
- Mosca - SOS Kinderdörfer (pianificato)
- Mosca - Together For Peace (TFP)
- Mosca - Zentrum für soziale Entwicklung und Selbsthilfe Perspektive

 Repubblica Ceca
- Praga - comune giudeo

 Uganda
- Fort Portal - Mountains of the Moon University (MMU)
- Kabale - Diözese Kabale - Bishops House

 Ungheria
- Budapest - Europäisches Zentrum für die Rechte der Roma

 Stati Uniti d'America
- Chicago (geplant)
- Detroit - Holocaust Memorial Center
- Houston - Holocaust Museum Houston
- Los Angeles - Los Angeles Museum of the Holocaust
- Los Angeles - Simon Wiesenthal Center
- Los Angeles - Survivors of the Shoah Visual History Foundation
- New York - Gay Men's Health Crisis
- New York - Museum of Jewish Heritage
- Reno - Center for Holocaust, Genocide & Peace Studies
- Richmond - Virginia Holocaust Museum
- San Francisco - {{}}  Copia archiviata, su hcnc.org. URL consultato il 3 dicembre 2017 (archiviato dall'url originale l'11 aprile 2009).
- Saint Petersburg - The Florida Holocaust Museum

 Bielorussia
- Minsk - Belarussian Children's Hospice
- Minsk - 'Dietski dom no. 6' - Kinderheim no.6
- Minsk - Kindergarten for Children with Special Needs

## Istituti in Italia
L'associazione lavora con i seguenti istituti in Italia: la Fondazione Centro di Documentazione Ebraica Contemporanea a Milano, il Museo della Deportazione a Prato e la Fondazione Museo della Shoah a Roma.